# Blang Buket (Peudawa)
Blang Buket is een bestuurslaag in het regentschap Aceh Timur van de provincie Atjeh, Indonesië. Blang Buket telt 307 inwoners (volkstelling 2010).